# Kościół Najświętszego Serca Pana Jezusa w Kołowie
Kościół Najświętszego Serca Pana Jezusa w Kołowie – katolicki kościół filialny zlokalizowany we wsi Kołowo w gminie Stare Czarnowo, w powiecie gryfińskim (województwo zachodniopomorskie), na rozległej polanie pośród lasów Puszczy Bukowej (tzw. Polana Kołowska). Jest filią parafii Świętych Apostołów Piotra i Pawła w Szczecinie-Podjuchach.

## Historia
Kościół zbudowany został pod koniec XIX wieku. Usytuowano go na stoku wzniesienia w centrum wsi. Z południowo-wschodniej strony, poniżej kościoła, znajduje się zbiornik wodny. Jako budulca użyto cegły i kamienia. Kościół przetrwał bez zniszczeń okres II wojny światowej. Po jej zakończeniu został poświęcony jako świątynia katolicka w dniu 22 maja 1949 roku przez ks. Franciszka Ćwieka z Towarzystwa Chrystusowego.
Do kościoła przylega otoczony kamiennym murem cmentarz z połowy XIX wieku.

## Architektura
Wzniesiona w stylu neogotyckim świątynia usytuowana została na planie prostokąta, z pięciobocznie zamkniętym prezbiterium od strony wschodniej. Nawa nakryta jest dwuspadowym, jednokalenicowym dachem. Od strony zachodniej kościół zamknięty jest czworoboczną wieżą, wzbogaconą w elementy dekoracyjne w formie fryzów, okienek i sterczyn. Wieża, w dolnej partii kamienna, w wyższej ceglana, nakryta jest strzelistym, sześciobocznym hełmem. W jej przyziemiu umieszczony jest ceglany portal wejściowy.
Nawa główna świątyni nakryta jest płaskim stropem drewnianym. Wyodrębnione w formie absydy prezbiterium zwieńczono sklepieniem krzyżowo-żebrowym. Z oryginalnego wyposażenia świątyni zachowały się neobarokowa ambona, empora na ścianie zachodniej i drewniane ławki. W posadzce prezbiterium znajdują się trzy dawne płyty nagrobne: opata kołbackiego Jana Jordaniego z 1395 roku, koniuszego książęcego z 1615 roku oraz łowczego z 1773 roku. Oryginalny ołtarz zaginął, obecny przerobiony został z prospektu organowego.

## Galeria

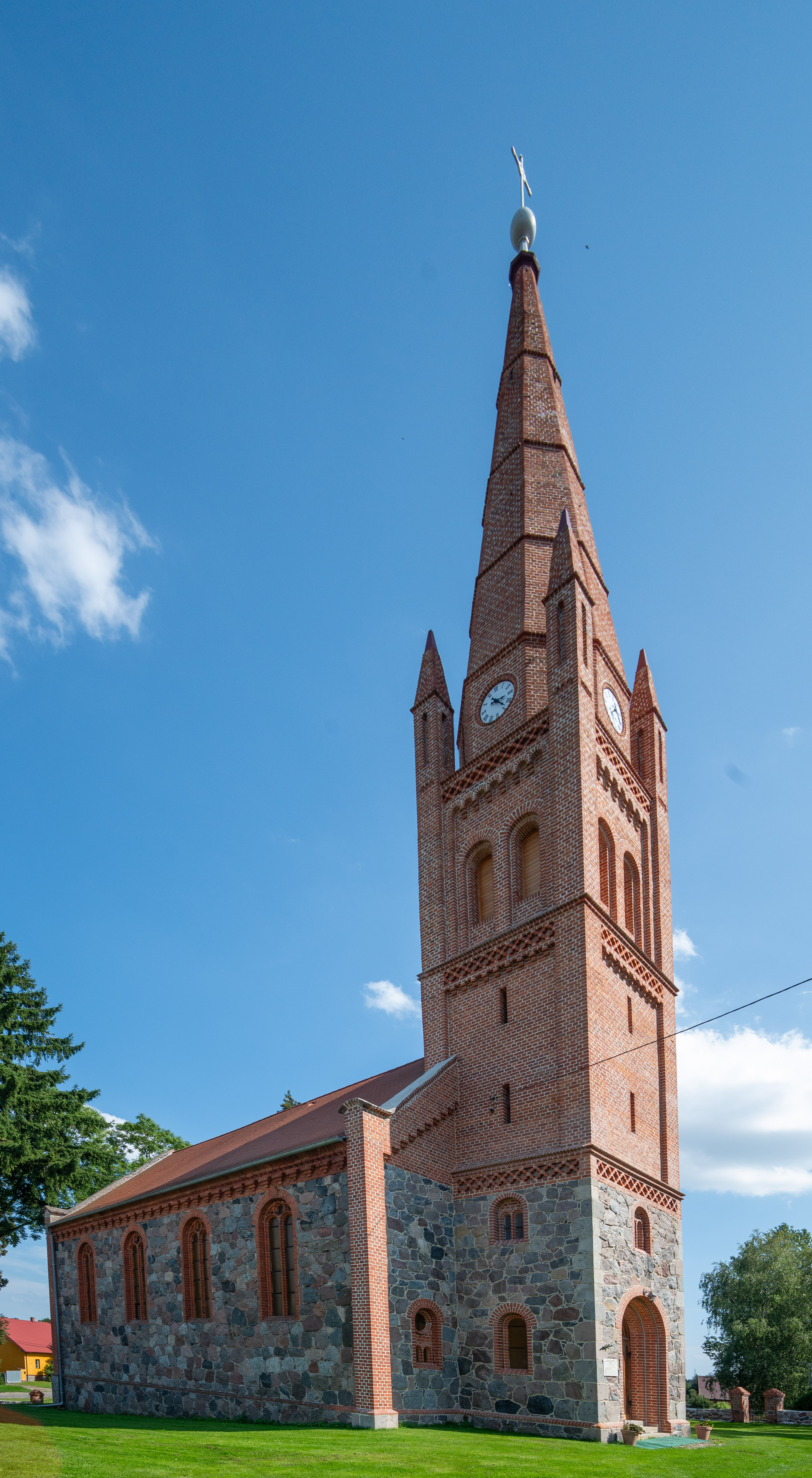
Elewacja północna
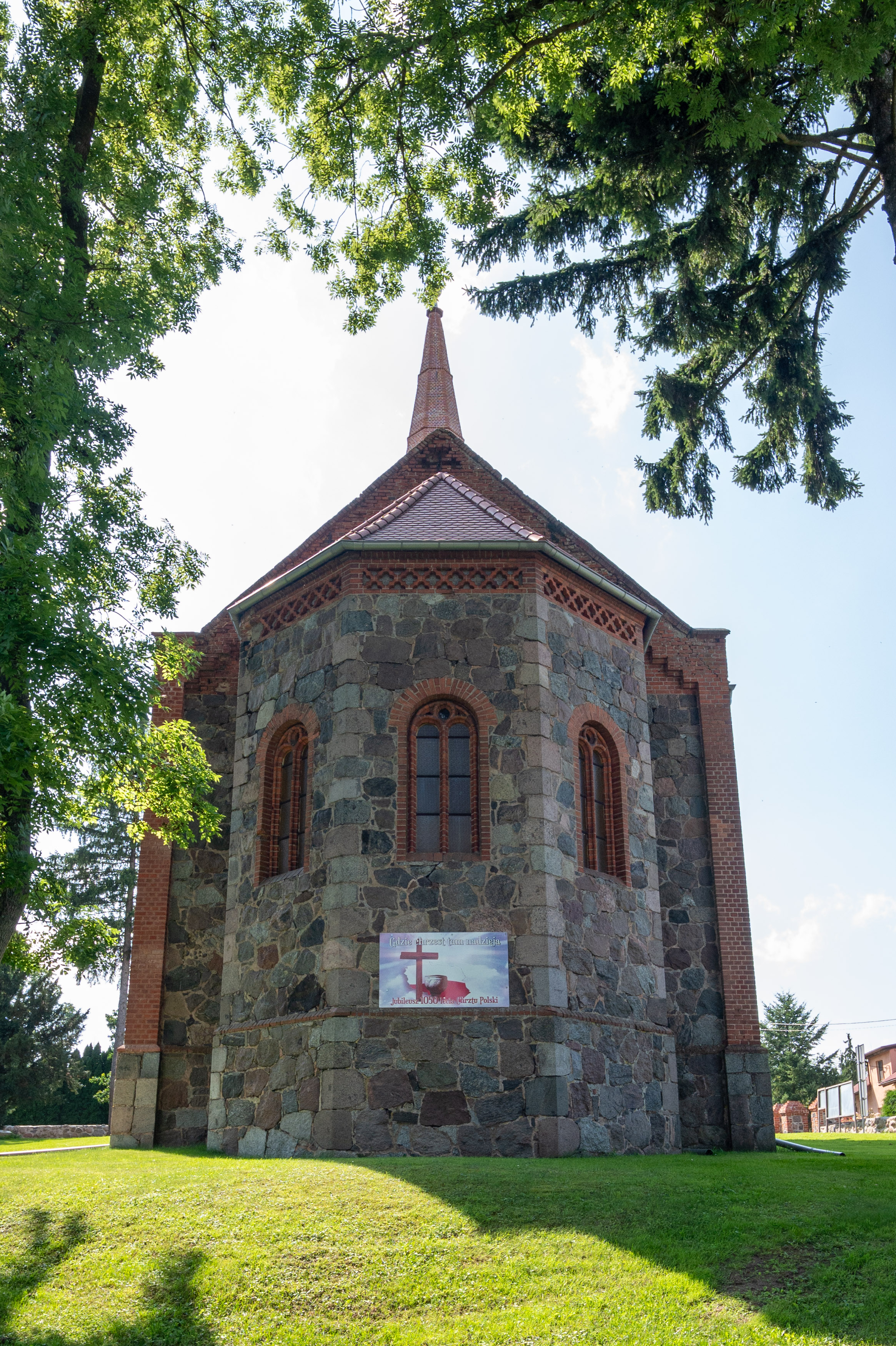
Apsyda
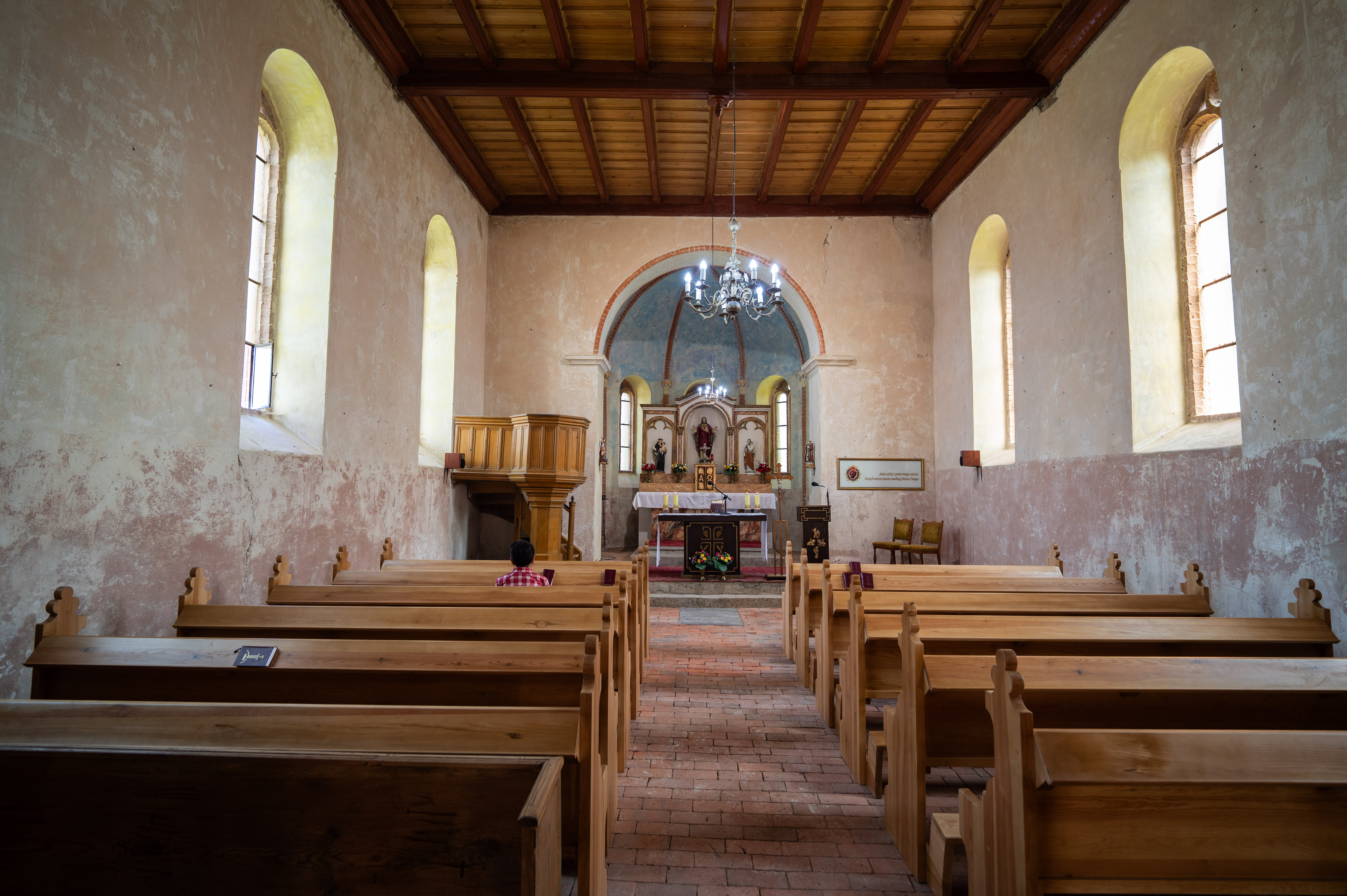
Wnetrze (widok na prezbiterium)
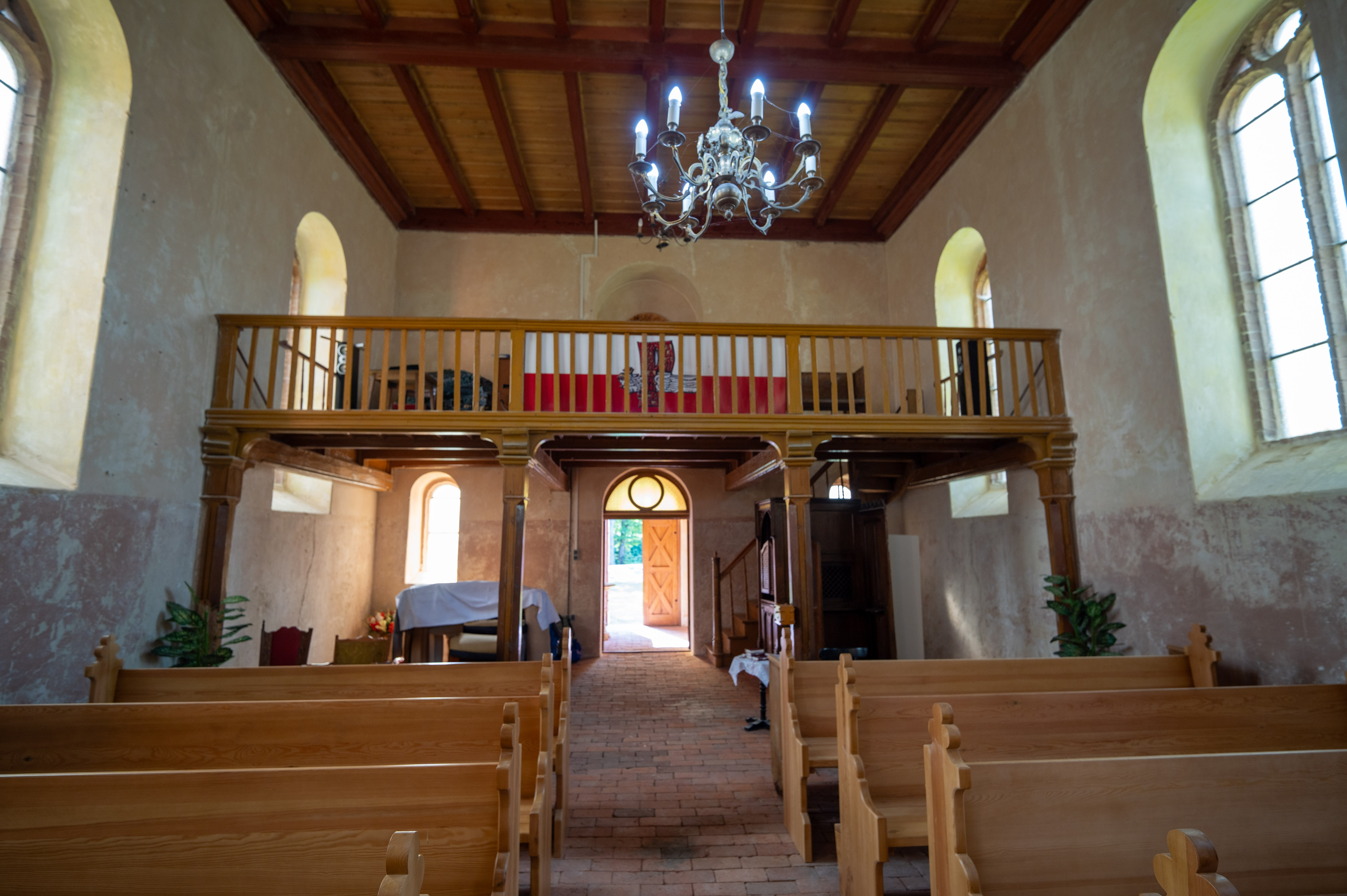
Wnętrze (widok na chór)
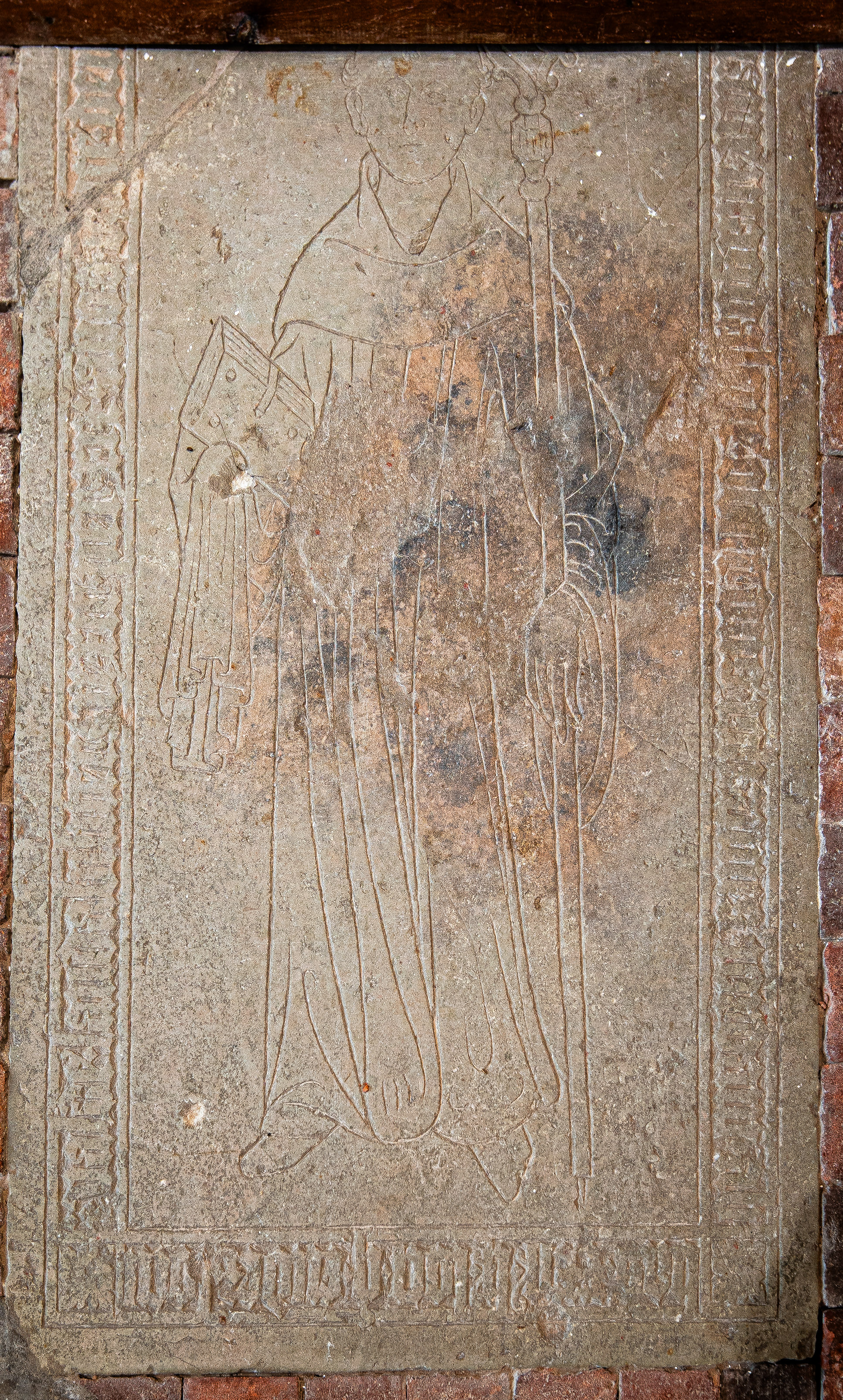
Płyta nagrobna J. Jordaniego